# Wilhelm Weitling

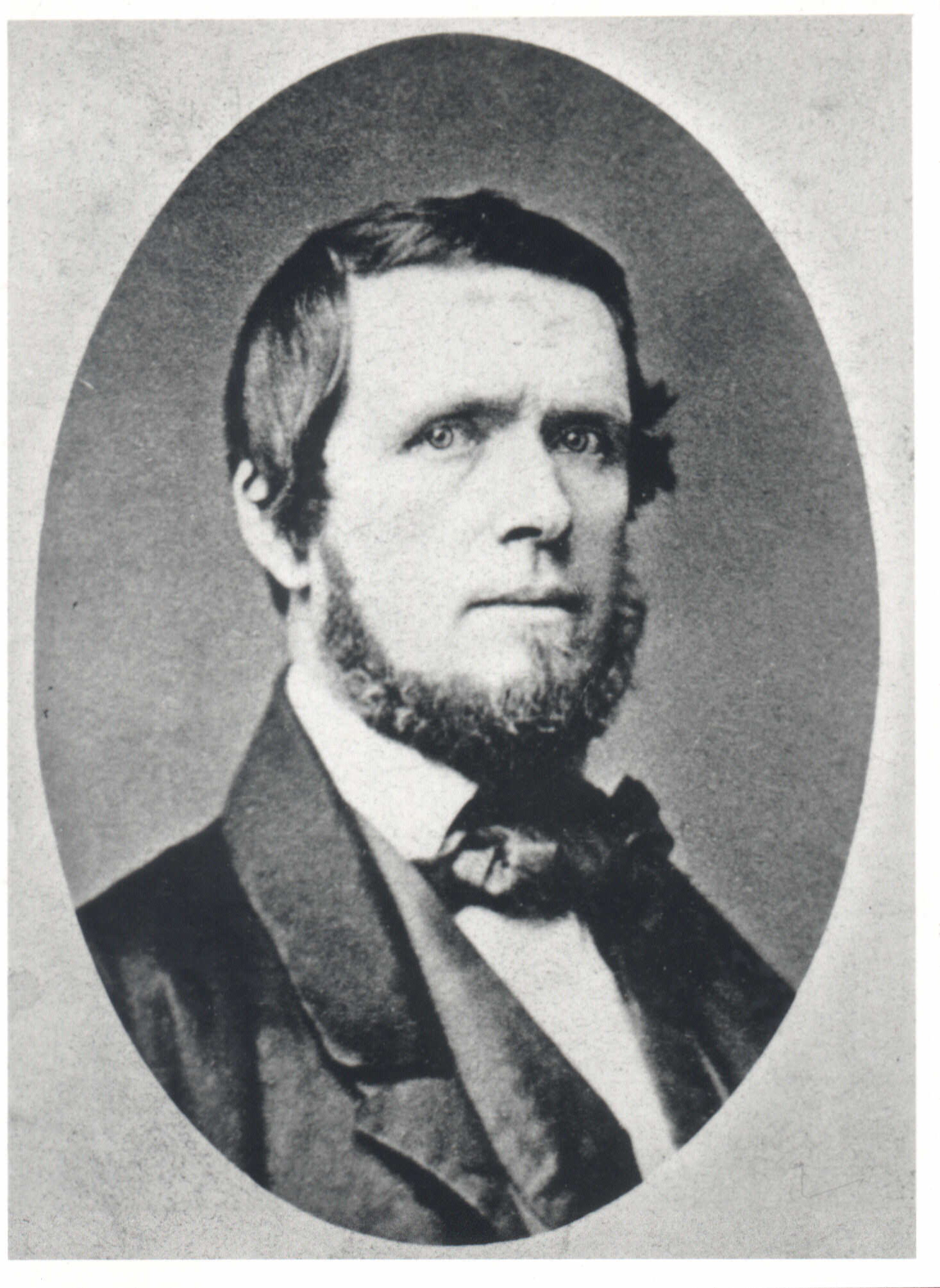
Wilhelm Weitling

Wilhelm Weitling (Maagdenburg, 5 oktober 1808 - New York, 24 januari 1871) was een Duitse christelijke communist en wordt beschouwd als een voorloper van Karl Marx en Friedrich Engels. Engels beschouwde Weitling als de oprichter van het Duitse communisme.

## Biografie
Wilhelm Weitling was een buitenechtelijk kind van een Franse officier en een Duits dienstmeisje. Wilhelm Weitling werd kleermaker en raakte onder invloed van de denkbeelden van de Franse communisten Gracchus Babeuf, Louis Auguste Blanqui en Étienne Cabet. Weitling vestigde zich in 1836 in Parijs, waar hij in contact kwam met Cabet en Blanqui. Weitling werd de leider van de Parijse afdeling van de Duitstalige Bond der Rechtvaardigen. Na de mislukte staatsgreep van Blanqui in 1839, waaraan de Bond der Rechtvaardigen deelnam, vluchtte Weitling naar Zwitserland. Later werd hij uitgeleverd aan Pruisen, die hem toestond om naar de Verenigde Staten te emigreren. In de Verenigde Staten was hij actief als uitvinder.

## Denkbeelden
In de communistische samenleving ontworpen door Weitling waren alle goederen en productiemiddelen het eigendom van de overheid, waarbij de geproduceerde goederen zouden verdeeld worden naar ieders behoefte. De regering zou gevormd worden door drie wetenschappers die uitblonken bij examens en prijsvragen. Het drietal bestaat uit een dokter of medische wetenschapper die veel verstand heeft van filosofie, een natuurkundige en een werktuigbouwkundige. Er bestaan geen vaste regeerperiodes. Een senaat stelt verschillende wetenschappelijke opdrachten op waarmee vastgesteld wordt of dat de drie regerende wetenschappers nog geschikt zijn voor hun baan. In navolging van Blanqui was Weitling van mening dat het communisme door een staatsgreep ingevoerd moest worden. Weitling pleitte voor een bondgenootschap tussen communisten en een “leger van 40.000 dieven”.
In navolging van Cabet haalde Weitling inspiratie uit de gemeenschap van de eerste christenen beschreven in het Bijbelboek Handelingen van de Apostelen. Volgens Weitling was Jezus lid van een communistische bond van Essenen die pleitte voor gemeenschappelijke eigendom van goederen.